# House of Secrets (DC Comics)
House of Secrets è una serie a fumetti antologica di genere horror/fantascientifico pubblicata negli Stati Uniti d'America dalla DC Comics dal 1956. Ebbe una serie compagna, House of Mystery.

## Storia editoriale

### Prima serie
La serie originale della Silver Age durò 80 numeri, da novembre/dicembre 1956 fino a settembre/ottobre 1966. In aggiunta a brevi storie lunghe un numero, numerosi numeri ebbero come protagoniste le avventure del moderno stregone Mark Merlin che comparve per la prima volta nel n. 23 (agosto 1959). Il super criminale Eclipso dalla doppia personalità ("Hero and Villain in One Man!") fu creato da Bob Haney e Lee Elias e fu introdotto nel n. 61 (agosto 1963) e continuò fino alla fine della serie. Il Principe Ra-Man il Maestro della Mente comparve nel n. 73 (luglio-agosto 1965) e fu un "rimpiazzo" in stile Dottor Strange di Mark Merlin. Il Principe Ra-Man batté Eclipso due volte e le sue comparse terminarono in House of Secrets n. 80 (settembre-ottobre 1966), numero finale della serie. Altre comparse minori inclusero "Peter Pupten, Esploratore", "Dolly e il Professore", "Dottor Rocket" e "Moolah il Mistico".

### Seconda serie
La serie riprese tre anni dopo con un articolo definitivo come The House of Secrets, cominciando con il n. 81 (agosto-settembre 1969). Ora le sue storie horror e di suspense furono introdotte da un ospite di nome Abele che fu anche ospite del fumetto satirico Plop!. Suo fratello Caino era ospite della House of Mystery. Swamp Thing comparve per la prima volta in House of Secrets n. 92 (luglio 1971) in una storia horror ambientata nei primi anni del XX secolo scritto da Len Wein e illustrata da Bernie Wrightson. La donna che compare sulla copertina di questo numero fu modellata dal futuro scrittore di fumetti Louise Simonson.
Questo revival, che porta numerose copertine illustrate da Neil Adams, Bernie Wrightson e Michael Kaluta, fu pubblicato attraverso il n. 155 (novembre 1978), con tre mesi passanti tra il n. 140 e il n. 141 (luglio 1976). Fu poi fuso con The Unexpected nel n. 189, fino al n. 199. La serie vide numeri di 68 pagine, permettendo alle tre porzioni di essere numeri di piena lunghezza.
House of Secrets divenne il nome della casa abitata da Abele. Lo scrittore Mike Friedrich e l'artista Jerry Grandenetti introdusse la casa e ne spiegò le origini. La serie The Sandman rivelò che esisteva sia nel mondo reale dell'Universo DC che nel Sogno, come deposito dei segreti di ogni tipo.
Lo stesso edificio fu costruito per il Senatore Sanderson utilizzando solo materiali provenienti dal Kentucky, e e fu gettato un incantesimo che decretava che solo un purosangue del Kentucky avrebbe potuto abitarvi. Successivamente, la moglie di Sanderson impazzì nei piani superiori, portando il Senatore a vendere la casa. I quattro proprietari successivi, nessuno di loro del Kentucky, si ritrovarono tutti buttati fuori per ragioni varie. Il proprietario successivo tentò di muovere la casa dalla sua ubicazione originale, ma la casa si liberò dal suo rimorchio, fece cadere il suo proprietario giù da un burrone, e si insediò in un cimitero a meno di 200 metri dalla linea di confine del Kentucky. Se fosse stato il fato o qualche allineamento mistico, la casa compagna, la House of Mystery, si trovava dalla parte opposta del cimitero. Poco dopo, Abele fu guidato alla casa e le fu affidata in qualità di custode da un uomo che si rivelò essere un aspetto dell'esistenza della stessa casa, ma facendo vaghi riferimenti ad un impiegato. Abele fu mostrato come abitante della House of Mystery nel trimestrale DC Special n. 4, pubblicato un mese prima (luglio/settembre 1969).
Il personaggio di Abele sarebbe successivamente diventato, nei tardi anni ottanta e inizio anni novanta, un personaggio ricorrente della serie The Sandman e della serie correlata The Dreaming.

### Terza serie
La Vertigo riprese il nome di House of Secrets come titolo per un nuovo fumetto. Qui, la casa era una villa mobile, che compariva in diverse località. Lo stesso edificio era infestato dai Juris, un gruppo di fantasmi che convocavano coloro con dei segreti al fine di giudicarli e dare loro una sentenza. Per i Juris, tutte le offese avevano lo stesso peso, dallo stupro e l'omicidio al semplice mentire in un momento cruciale. Una fuggitiva di nome Rain Harper inciampò nella House of Secrets e prese la posizione di testimone involontaria in un processo dei Juris, validando il giudizio e condannando le anime giudicate all'imprigionamento nella cantina, o liberandole facendo loro vivere le loro vite purgate dai loro segreti.
Cominciando con il n. 1 (ottobre 1996), questa serie durò 25 numeri, più lo special in 2 parti House of Secrets: Facade. Questa serie fu di proprietà dei suoi creatori, ad eccezione del titolo preso in prestito dai creatori della serie della DC. La colonna delle lettere nel n. 6 indicò che non potevano, per motivi legali, includere Caino e Abele nelle storie. Questa serie fu utilizzata per la storia nel primo special della Vertigo Winter's Edge, in cui Rain comparve in una galleria d'arte presente nella casa i cui dipinti le permisero di vedere le storie di The Sandman, The Dreaming, Hellblazer, The Invisibles, The Books of Magic, The Minx, Sandman Mystery Theatre e Nevada.

## Quartier generale dei Segreti Sei
A metà degli anni 2000, i Segreti Sei fecero della House of Secrets il loro quartier generale. Scandal affermò nel n. 5 di Villains United che la casa non avrebbe mostrato scan tecnologici o sorveglianza mistica. Disse anche che Mockingbird affermò che la casa era una "casa di vittime".

## In altri media
La House of Secrets comparve nell'episodio "Secrets" della serie animata Young Justice. Nella serie fu descritta come un negozio di magia attraverso la strada della casa di Greta e Billy Hayes.

## Raccolte
- The Jack Kirby Omnibus include storie da House of Secrets n. 3 e n. 4, n. 8, e n. 12, 304 pagine, agosto 2011, ISBN 1401231071
- Showcase Presents: Eclipso contiene storie di Eclipso da House of Secrets dal n. 61 al n. 80, 296 pagine, agosto 2009, ISBN 1-4012-2315-X
- Showcase Presents: House of Secrets
  - Volume 1 contiene House of Secrets dal n. 81 al n. 98, 544 pagine, agosto 2008, ISBN 978-1-4012-1818-8
  - Volume 2 contiene House of Secrets dal n. 99 al n. 119, 496 pagine, ottobre 2009, ISBN 978-1-4012-2523-0
- The Steve Ditko Omnibus Volume 1 include House of Secrets n. 139: "The Devil's Daughter" e House of Secrets n. 148: "Sorcerer's Apprentice" entrambi di Jack Oleck e Steve Ditko, 480 pagine, settembre 2011, ISBN 1-4012-3111-X